# Bahnradsport-Weltmeisterschaften 1938
Die Bahnradsport-Weltmeisterschaften 1938 fanden vom 27. August bis 4. September 1938 auf der Radrennbahn im Olympiastadion von Amsterdam statt.
Insgesamt waren rund 60 Sportler aus 14 Nationen am Start, darunter zum ersten Mal ein Rennfahrer aus China.
Die Finalläufe der Bahn-WM fanden jeweils vor rund 40 000 Zuschauern statt. Bei den Gastgebern stieß der Doppelsieg der Sprinter Arie van Vliet (Profis) und Jan van de Vijfer (Amateure), beides Schützlinge des ehemaligen Rennfahrers Guus Schilling, auf große Begeisterung, während sich die Deutschen über Weltmeister- sowie Vizeweltmeistertitel bei den Stehern freuten.
Der Schrittmacher Felicien Van Ingelghem verursachte beim Steherrennen einen schweren Sturz, bei dem er selbst sowie der Belgier August Meuleman und der Luxemburger Josy Kraus schwer verletzt wurden.
Erstmals wurde bei diesen Weltmeisterschaften ein Wettbewerb in der Einerverfolgung ausgetragen, der aber nicht offiziell, sondern nur ein Demonstrationsrennen war. Es siegte der Niederländer Gerrit Schulte vor seinen Landsleuten Jan Pijnenburg und Frans Slaats.

## Resultate der Berufsfahrer
| Disziplin                 | Platz | Land               | Athlet                             |
| ------------------------- | ----- | ------------------ | ---------------------------------- |
| Fliegerrennen über 1000 m | 1     | Niederlande        | Arie van Vliet                     |
|                           | 2     | Belgien            | Jef Scherens                       |
|                           | 3     | Deutsches Reich    | Albert Richter                     |
| Steherrennen              | 1     | Deutsches Reich    | Erich Metze/Maurice Ville          |
| über 100 km               | 2     | Deutsches Reich    | Walter Lohmann/Georges Grolimund   |
|                           | 3     | Königreich Italien | Edoardo Severgnini/Arthur Pasquier |

## Resultate der Amateure
| Disziplin     | Platz | Land               | Athlet            |
| ------------- | ----- | ------------------ | ----------------- |
| Fliegerrennen | 1     | Niederlande        | Jef van de Vijver |
| über 1000 m   | 2     | Königreich Italien | Bruno Loatti      |
|               | 3     | Niederlande        | Jan Derksen       |